# John Francis Wade
John Francis Wade (né en 1711, fils d'un négociant en tissu - mort le 16 août 1786 à Lancashire) est un laïc catholique. Il fuit la rébellion jacobite de 1745 et s'exile à Douai dans la colonie catholique anglaise où il passera le reste de ses jours. Il a enseigné la musique au collège anglais de Douai et a composé des hymnes et des musiques de plain-chant (en latin cantus-planus). Il aurait traduit le célèbre Adeste fideles en 1743 et l'a inclus dans sa publication de Cantus Diversi en 1751. Il fut lié à d'autres musiciens catholiques tels Thomas Arne (1720-1778) et Samuel Webbe (1740-1816).